# Omar Viñole
Omar Viñole (Lisboa, Portugal) é um quadrinista, arte-finalista e colorista português, naturalizado brasileiro. Fundou o Estúdio Banda Desenhada em 1996, ao lado de Laudo Ferreira. Em 2009, criou a webcomic Coelho Nero. Fez a arte-final e as cores de diversas HQs desenhadas por Laudo, como Yeshuah, Histórias do Clube da Esquina e Depois da Meia-Noite, tendo com esta última ganho o 21º Troféu HQ Mix na categoria de "melhor publicação independente especial". Em 2003, ganhou o 19º Prêmio Angelo Agostini como "melhor artefinalista". Em 2008, a dupla produziu webcomics do movimento musical Clube da Esquina, entre 2008 e 2009, coloriu a série educativa História do Brasil em quadrinhos, da Editora Europa, que também teve a participação de Edson Rossatto e Jota Silvestre (pesquisa histórica e roteiro); Celso Kodama e Laudo Ferreira (desenhos). Em 2011, as histórias do Clube da Esquina foram publicadas pela Devir Livraria.